# Burg Nidberg (Sachsen)
Die Burg Nidberg war eine mittelalterliche Spornburg etwa 1 Kilometer westnordwestlich von Zöblitz auf einem nach Westen gerichteten Bergsporn über der Schwarzen Pockau. Sie gehörte damit zum Typus der Spornburgen und wurde um 1150 erstmals erwähnt als „Nidperc“. Von ihr ist heute nur noch ein mutmaßliches Turmfundament erhalten.

## Geschichte
Am 23. Juli 1292 wurde von Heinrich, Abt des Klosters Hersfeld, eine Urkunde ausgestellt, die Markgraf Friedrich von Meißen (der Freidige) erbeten hatte, um seine Position lehensrechtlich zu festigen. In der Urkunde werden dem Wettiner seine Rechte am Landbesitz des Klosters im mittleren Erzgebirge bestätigt, für den folgende Grenzbeschreibung gegeben wird:

„Der Besitz der Hersfeldischen Kirche fängt an wo die Große Striegis entspringt, entlang dem Laufe jenes Flusses bis zur Mulde und muldenabwärts bis zur Zschopau und die Zschopau aufwärts bis zum alten böhmischen Steig, der das Besitztum (der Klöster) Chemnitz und Hersfeld trennt, und jenen Steig entlang bis zur Pockau, die Pockau aufwärts bis nach Nidberg, das Werner gebaut hatte, und von dem Fluss, der vor Nidberg vorbeifließt, bis zur Striegis …“

Mitte des 12. Jahrhunderts begann im westlichen und mittleren Erzgebirge die Erschließung des Reichslandes Pleißen, mit dessen Errichtung die Zentralgewalt unter Kaiser Friedrich Barbarossa der aufstrebenden Landesherrschaft der Markgrafen von Meißen zu begegnen versuchte. Die Besiedlung neuen Bodens erfolgte hier zielgerichtet von der Reichsburg Altenburg aus geplant, in königlichem Auftrag. Reichsministeriale lenkten die Landnahme und sicherten durch den Bau von Burgen politische Macht und wirtschaftlichen Einfluss.
Für den Landesausbau im Raum um Zöblitz spielte ein alter Fernweg eine Rolle, der von Rochlitz und Chemnitz über Zschopau – Zöblitz – Rübenau nach Böhmen führte und in der schriftlichen Überlieferung als alter böhmischer Steig erscheint. Die Hersfelder Grenzbeschreibung mit der Erwähnung der Burg ist somit ein Zeugnis für die kurz nach der Mitte des 12. Jahrhunderts bis zum Kamm des Erzgebirges vorstoßende Besiedlungswelle, wobei der böhmische Steig die Leitlinie bildete. Als Teilstück dieses Fernweges kann der Hohlweg am westlichen Ende der Schloßbergstraße in Zöblitz angesehen werden, der die Nordflanke des Bergspornes mit dem „Löwenkopf“ begleitet.
Der als Erbauer der Burg Nidberg genannte Werner von Neidberg gehört in die pleißenländische Reichsministerialenfamilie von Erdmannsdorff, die im Gebiet um Zöblitz noch bis an die Wende vom 13. zum 14. Jahrhundert nachweisbar ist: 1299 in Forchheim und 1304 in Lauterstein.
Die Burg Nidberg war Ministerialensitz, und ihre Verbindung mit dem böhmischen Steig weist sie zugleich als Anlage des Straßenschutzes aus. Gemeinsam mit der im Tal am gegenüberliegenden Ufer der Schwarzen Pockau liegenden Siedlung Schwedengraben, bildete Nidberg einen Burg-Siedlungs-Komplex, welcher mit der Kolonisation des Gebietes im 12. Jahrhundert in Verbindung steht. Dieser diente dem Schutz des Steiges am Übergang über den Fluss sowie der Lenkung des Siedlerstroms.
In Funktion und Bedeutung stand sie hinter der etwa gleich alten Burg Lauterstein zurück, die sich zum Herrschaftsmittelpunkt mit einem entsprechenden Feudalbezirk entwickelte. Im Zusammenhang damit dürfte Nidberg aufgegeben worden sein.

Bilder
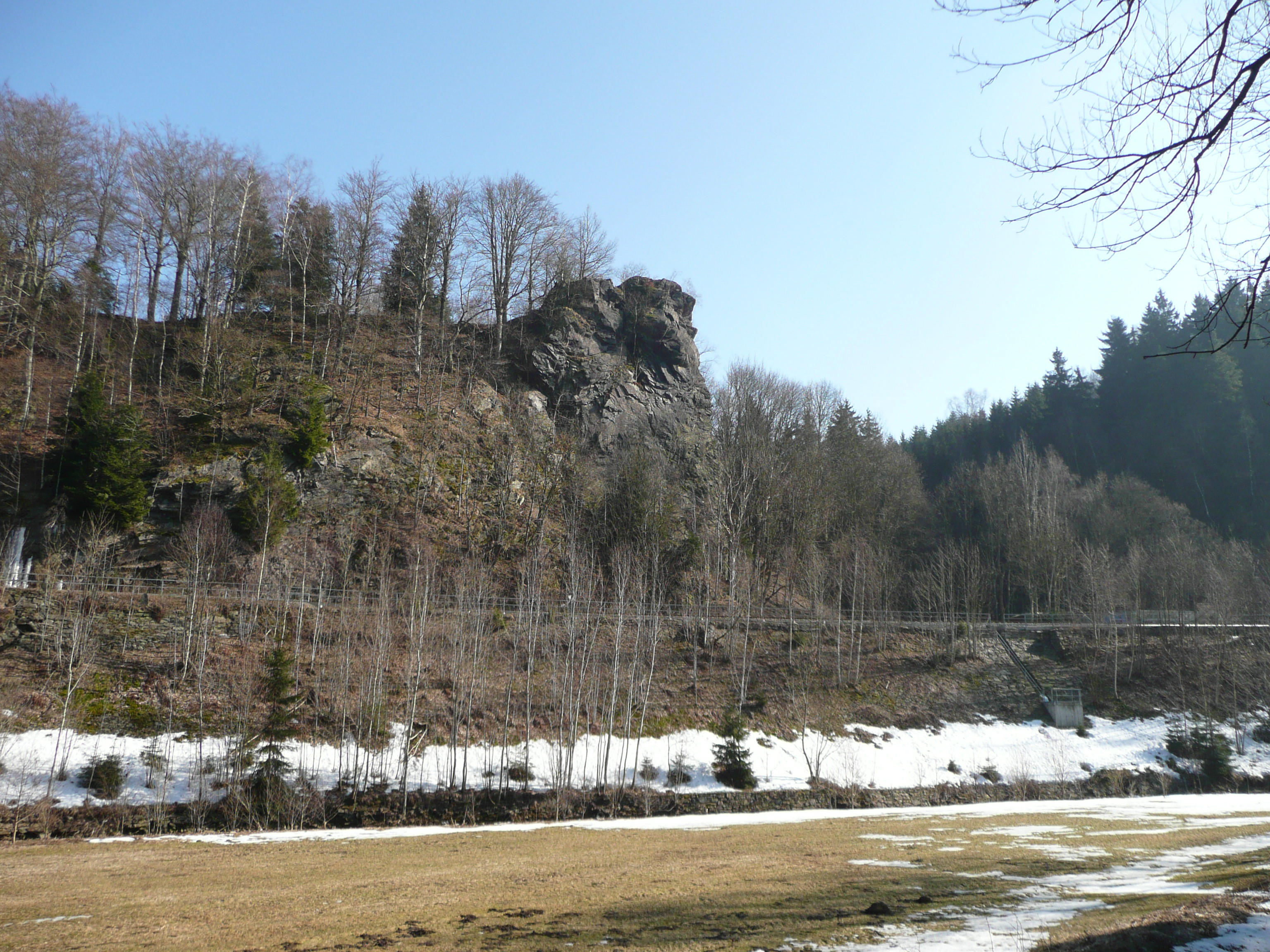
Blick von Nordwest auf den Löwenkopffelsen im Tal der Schwarzen Pockau – einst Standort der Hauptburg
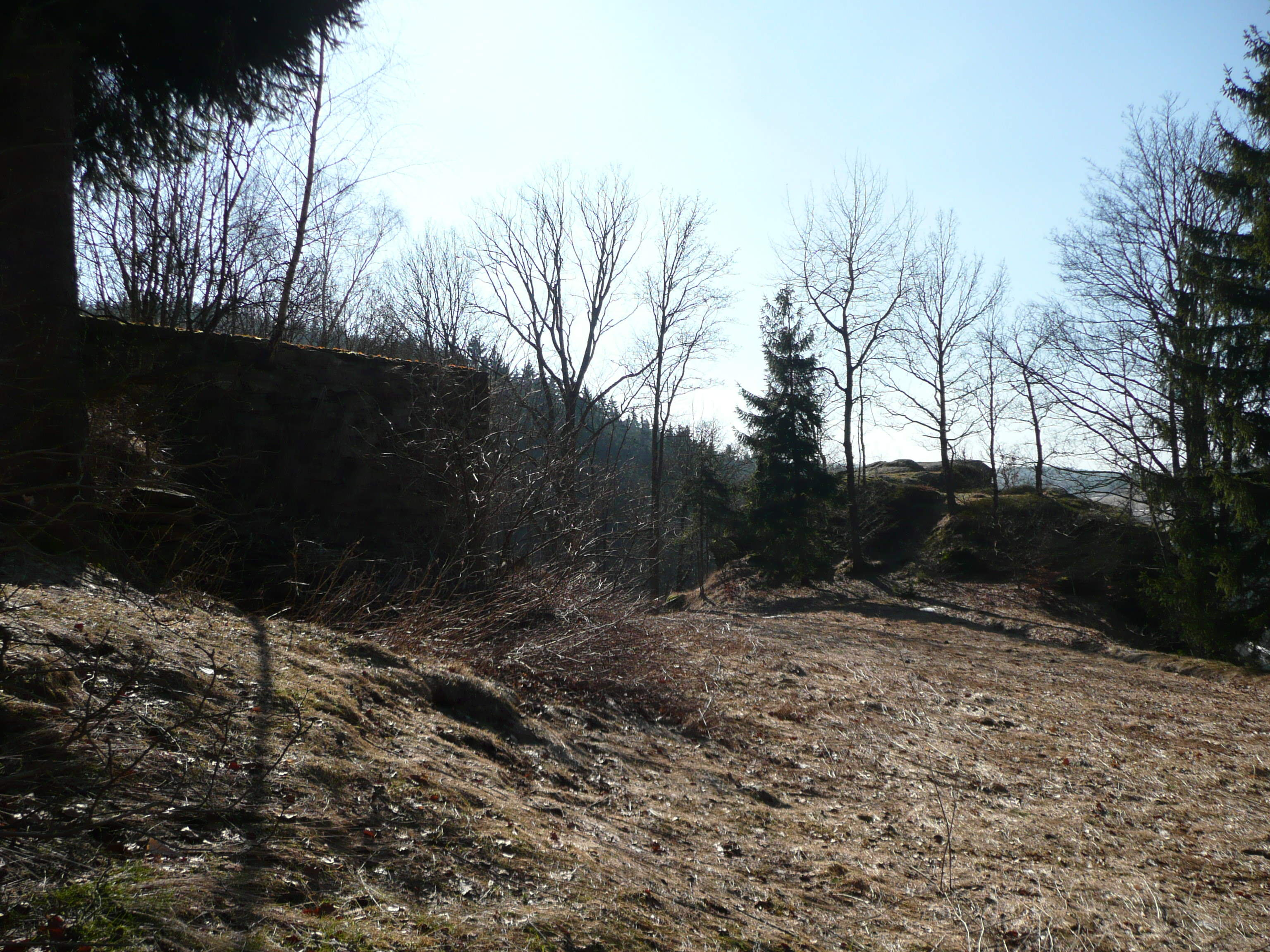
Blick von Nordosten über Vor- und Hauptburg – im Vordergrund links ein mutmaßliches Turmfundament
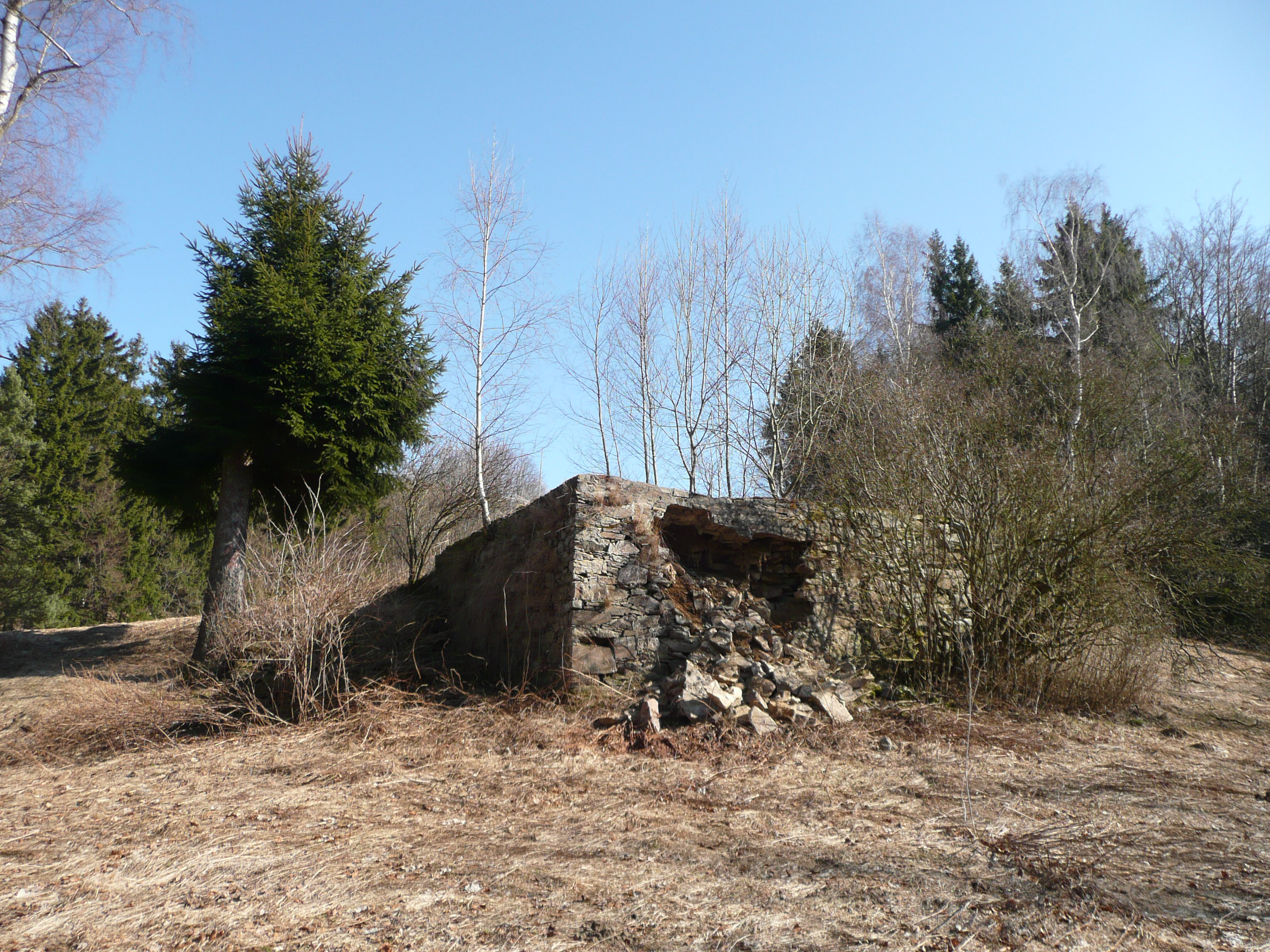
Mutmaßliches Turmfundament in der Vorburg – später bis Ende des 20. Jahrhunderts mit einer hölzernen Feldscheune überbaut gewesen
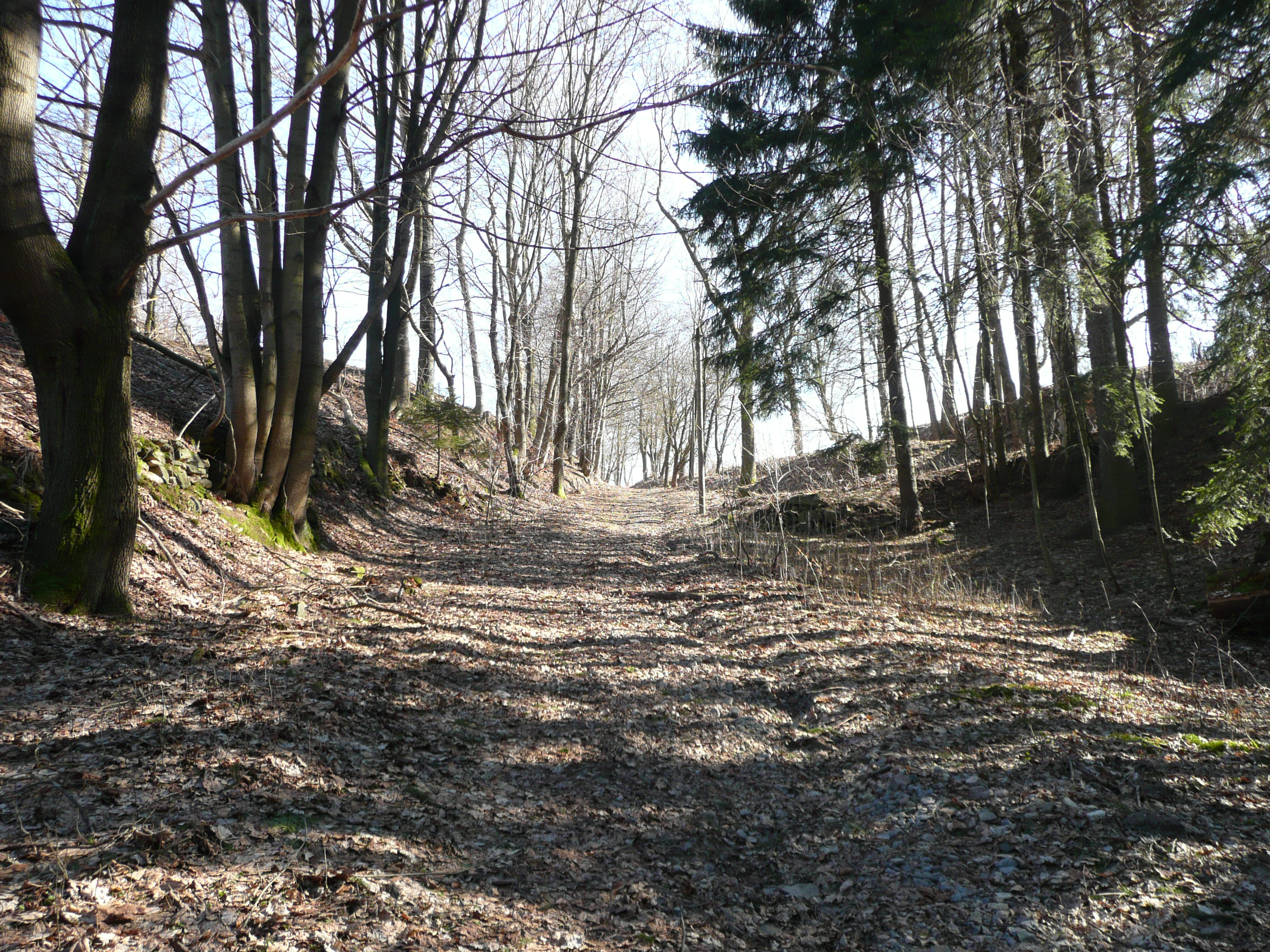
Nördlich vorbeiführender Hohlweg – einst ein Böhmischer Steig

## Hinweise zu den Bodendenkmalen des Burg-Siedlungs-Komplexes und zu Funden
Der Burgstall Nidberg wurde am 1. Dezember 1959 als Bodendenkmal eingetragen. Hier vor 1983 gemachte Funde sind dem 12.–13./14. Jh. zuzuordnen laut Geupel.
Am 9. September 1974 wurde die Wüstung „Schwedengraben“ als Bodendenkmal eingetragen.
Die hiesigen Funde datieren ebenfalls ins 12.–13./14.  Jh.
Am 20. Juni 1975 wurde der hiesige Rest des mittelalterlichen Fernweges Böhmischer Steig (Chemnitz-Zschopau-Zöblitz-Rübenau-Prag) am WNW-Ende der Zöblitzer „Schloßbergstraße“ als Bodendenkmal eingetragen. Es handelt sich um eine 200 m lange Geländehohle (Hohlweg).